# Бомбити Воронеж (мем)
«Бомбити Воронеж» — спочатку інтернет-мем, який став згодом поширеним фразеологізмом у зв'язку з політичними рішеннями та заявами в Росії 2010-х років. Означає таку відповідь російської влади на санкції або інші неугодні їм дії іноземних держав, що завдає шкоди громадянам самої Росії, обмежує їхні інтереси.

## Історія
У серпні 2008 року, одразу після збройного конфлікту в Південній Осетії, у ЖЖ з'явився запис:
Згадався жарт про жителів Воронежа, які попросили Путіна розбомбити Воронеж, коли дізналися, що уряд вирішив заново відбудувати Цхінвал …
21 грудня 2011 року, на початку громадянської війни в Сирії, у Твіттері з'явився запис:
Путін: «якщо НАТО вторгнеться до Сирії, ми почнемо бомбити Воронеж». 
Мем «бомбити Воронеж» став популярним у Рунеті на початку 2013 року, коли обговорювався «Закон Діми Яковлєва», який його противники називали «Законом негідників»: у відповідь на введені США санкції проти російських чиновників із «Списку Магнітського» було заборонено усиновлення російських сиріт громадянами США.
Ще більш популярним цей фразеологізм став після подій 2014 року, пов'язаних з анексією Криму, застосуванням у зв'язку з цим державами Заходу санкцій проти Росії і контрсанкціями у відповідь, такими як продовольче ембарго.
Фраза знову активно обговорювалася у соціальних мережах у зв'язку з заколотом ПВК «Вагнер» 23-24 червня 2023 р., коли у Воронезькій області внаслідок дій бунтівників загорілася нафтобаза та був збитий вертоліт.